# Leon Šušnja
Leon Šušnja (ur. 5 sierpnia 1993 w Širokim Brijegu) – chorwacki piłkarz ręczny, obrotowy, od 2019 zawodnik Wisły Płock.

## Kariera sportowa
Występował w RK Moslavina i RK Novska. W 2013 został zawodnikiem RK Zagrzeb, z którym wywalczył sześć mistrzostw Chorwacji i sześć Pucharów Chorwacji. Będąc zawodnikiem stołecznej drużyny, rozegrał przez sześć sezonów 63 mecze w Lidze Mistrzów, w których rzucił 54 bramki. Ponadto występował w Lidze SEHA, w której dwukrotnie zajął ze swoim zespołem 2. miejsce: w sezonie 2017/2018, w którym rozegrał 19 spotkań i zdobył 35 goli, oraz w sezonie 2018/2019, w którym wystąpił w dziewięciu meczach i rzucił 20 bramek. W lipcu 2019 został zawodnikiem Wisły Płock, z którą podpisał dwuletni kontrakt.
W 2012 zdobył srebrny medal mistrzostw Europy U-20 – podczas turnieju, który odbył się w Turcji, wystąpił w siedmiu meczach i rzucił jedną bramkę. W 2013 wziął udział w mistrzostwach świata U-21 w Bośni i Hercegowinie, w których rozegrał dziewięć spotkań i zdobył cztery gole.
W 2018 wraz z reprezentacją Chorwacji zdobył złoty medal igrzysk śródziemnomorskich – podczas turnieju, który odbył się w Hiszpanii, rozegrał pięć meczów i rzucił 11 bramek, a pierwsze spotkanie tego turnieju z Włochami (30:26; 23 czerwca 2018) było jego debiutem w barwach narodowych. W grudniu 2018 został powołany do szerokiej kadry Chorwacji na mistrzostwa świata w Danii i Niemczech (2019), jednak ostatecznie nie wystąpił w tym turnieju.

## Sukcesy
RK Zagrzeb
- Mistrzostwo Chorwacji: 2013/2014, 2014/2015, 2015/2016, 2016/2017, 2017/2018, 2018/2019
- Puchar Chorwacji: 2013/2014, 2014/2015, 2015/2016, 2016/2017, 2017/2018, 2018/2019

Reprezentacja Chorwacji
- Mistrzostwo igrzysk śródziemnomorskich: 2018
- 2. miejsce w mistrzostwach Europy U-20: 2012